# Акташ (горная вершина)
Акта́ш — высочайшая вершина (3462 м) Коксуйского хребта в Западном Тянь-Шане.

## Географическое подробности
Другой высочайшей вершиной Коксуйского хребта является гора Казанбулак (3369 м). Вершины Акташ и Казанбулак находятся в верхней части Коксуйская хребта выше урочища Айрык. Эта часть Коксуйского хребта так же как и эта часть долины реки Коксу, своим строением напоминающая четки: расширенные до полукилометра участки сменяются теснинами, пропиленными рекой, труднодоступна для посещения туристами.